# 4,4′-Oxybis(benzolsulfonhydrazid)
4,4′-Oxybis(benzolsulfonhydrazid) ist eine chemische Verbindung aus der Gruppe der Sulfonhydrazide.

## Gewinnung und Darstellung
4,4′-Oxybis(benzolsulfonhydrazid) kann durch Reaktion von 4,4′-Oxybis(benzolsulfonylchlorid) mit Hydrazin gewonnen werden.

## Eigenschaften
4,4′-Oxybis(benzolsulfonhydrazid) ist ein farb- und geruchloser Feststoff, der sehr schwer löslich in Wasser ist. Er zersetzt sich bei Erhitzung über 150–160 °C und in Wasser erfolgt Hydrolyse.

## Verwendung
4,4′-Oxybis(benzolsulfonhydrazid) wird als Treibmittel in Polymeren und bei der Herstellung von Kunststoff- und Gummierzeugnissen verwendet.

## Externe Links zu erwähnten Verbindungen
1. ↑  Externe Identifikatoren von bzw. Datenbank-Links zu 4,4′-Oxybis(benzolsulfonylchlorid):  CAS-Nr.: 121-63-1, EG-Nr.: 204-488-8, ECHA-InfoCard: 100.004.081, PubChem: 8484, Wikidata: Q72444739.